# ويليام هولت (سياسي)
ويليام هولت (بالإنجليزية: William Holt)‏ هو سياسي أمريكي، ولد في 1737، وتوفي في 1791.